# Mats Wahl
Mats Carl Wahl, född 10 maj 1945 i Malmö, död 14 augusti 2025 i Stockholm, var en svensk författare, som främst skrev ungdomsböcker.

## Biografi
Mats Wahl växte upp i Slite på Gotland, men flyttade 1957 till Stockholm. Han läste litteraturhistoria och socialantropologi på universitetet men tog aldrig examen. Därefter arbetade han som lärare och på specialinstitutioner för ungdom.
År 1978 utkom hans första bok, handboken i pedagogik På spaning efter växandets punkt. 1980 kom hans första ungdomsroman, Hallonörnen. Han kom att skriva över femtio böcker, och skrev både för barn, ungdomar och vuxna. Han skrev även noveller, teaterpjäser, TV-serier och filmmanus. Vinterviken är en av hans böcker som varit framgångsrik, både som bok och som film.
Wahl tilldelades flera priser och utmärkelser. Två av dessa är Kungliga dramatiska teaterns pris för bästa pjäs för barn och ungdom 1990 och Augustpriset för Vinterviken 1993.
Lo Wahl är hans dotter.